# 金門青年公共事務協會
金門青年公共事務協會，是金門縣的地方性社會團體，別稱為小島青年，現任（第五任）理事長為李皓倫。該協會成立於2017年1月11日，成員部分曾為國立金門大學學生自治組織幹部。該協會經常舉辦青年講座、環保活動，並且為2017年金門縣博弈公民投票時，金門首個公開表態反賭場設立團體。並積極推動金門縣議會透明化、整合地方創生資訊以及公益活動。

## 宗旨
金門青年公共事務協會以「為金門種下一顆公共參與種子」為理念，並以推廣金門青年參與公共事務之風氣為宗旨。
致力推動青年與在地結合，培養在地鄉土情懷，使青年根能留在金門小島。
該協會舉辦各式公益活動、青年講座、青年職涯論壇、辦理百工百業職人工作坊、參與社區營造及環境保護、號召反賭場設立遊行、發起青年大淨灘、推動政治家真心話企劃、探討社會議題等。
該協會表示，在地青年往往去台灣本島就學後便留下工作，而小島青年的台籍成員卻「逆向」選擇留金門，其中原因便是他們在從事公共事務運動時，對小島孕育出鄉土情感。

## 行動
百工百業職人工作坊
固定辦理工作坊講座。
反賭場設立遊行
成立「反賭塲聯盟」，並且於縣議會門口遊行。為金門第一個公開反賭場設立團體。
小島清潔隊
經常發起淨灘活動，舉辦環境保護講座。與台灣金門同鄉會發起「金廈淨灘環保、守護共同家園」兩岸淨灘活動。。
舉辦金門首場脫口秀
與國立金門大學學生會共同舉辦該縣首場脫口秀。

## 外部來源
小島青年Kinmen Youth>臉書頁粉絲團 （页面存档备份，存于）
- 金門日報 -青年公共事務協會舉辦願景計畫座談會 （页面存档备份，存于）
- 金門日報 -百工百業職人工作坊 今晚與您有約 （页面存档备份，存于）
- 金大性研社傳達婚姻平權理念-金門日報 （页面存档备份，存于）
- 金門小島青年再進擊 讓鄉親聽到「好」聲音 （页面存档备份，存于）
- 薪火相傳！洪嘉均續為金門青年發聲 （页面存档备份，存于）
- 青年節前夕 金門小島青年力推公共參與-聯合 （页面存档备份，存于）
- 金門小島青年交接 愛鄉大家一起來-中時電子報 （页面存档备份，存于）
- 播下公共參與大種子 金門小島青年招募新血-中央社 （页面存档备份，存于）
- 金門青年公共事務協會 招募新血-金門日報